# Jeff Hermann
Jeff Hermann ist ein Filmproduzent.

## Karriere
Hermann wollte nach eigenen Angaben vor dem College Zeichner werden, entschied sich dann aber für die Filmproduktion. Er begann seine Karriere 1995 als Produktionsassistent bei Pocahontas. Darauf folgten weitere Filme für Disney Animation, bis er mit Kung Fu Panda 2008 zu DreamWorks Animation wechselte. Dort arbeitete er an zwei Filmen als Produktionsleiter. Ab 2016 war er stattdessen als Filmproduzent an Kung Fu Panda 3 beschäftigt. Darauf folgten hauptsächlich Kurzfilme, darunter To: Gerard, für den er 2020 mehrfach bei Festivals ausgezeichnet wurde. Zuletzt arbeitete er an den Animationsfilmen Boss Baby – Schluss mit Kindergarten und Der wilde Roboter. Für letzteren erhielt er zusammen mit Regisseur Chris Sanders einige Nominierungen, so auch bei der Oscarverleihung 2025 für den Besten Animationsfilm. Hermann lobte Sanders für die akkurate Umsetzung der Romanvorlage im Film. Außerdem sagte er in einem Interview, dass sich der Stoff geradezu für einen Animationsfilm angeboten habe, da die Menschen kaum vorkommen.

## Filmografie (Auswahl)
- 2016: Kung Fu Panda 3
- 2018: Bird Karma (Kurzfilm)
- 2018: Bilby (Kurzfilm)
- 2019: Marooned (Kurzfilm)
- 2020: To: Gerard (Kurzfilm)
- 2021: Boss Baby – Schluss mit Kindergarten
- 2024: Der wilde Roboter

## Auszeichnungen (Auswahl)
- 2020: Publikumspreis des SIFFRAPH für To: Gerard
- 2020: Publikumspreis des Calgary International Film Festival für To: Gerard
- 2025: CIC Award in der Kategorie Bester Animationsfilm für Der wilde Roboter
- 2025: NDFS Award in der Kategorie Bester Animationsfilm für Der wilde Roboter
- 2025: VES-Award-Nominierung in der Kategorie Beste visuelle Effekte in einem Animationsfilm für Der wilde Roboter
- 2025: PGA Award in der Kategorie Bester Produzent eines Animationsfilms für Der wilde Roboter
- 2025: BAFTA-Nominierungen in den Kategorien Bester Kinder- und Familienfilm und Bester Animationsfilm für Der wilde Roboter
- 2025: Oscar-Nominierung in der Kategorie Bester Animationsfilm für Der wilde Roboter